# Перетворення (хімія)
Перетворення (хімія) — хімічні зміни в одній окремій хімічній частинці, визначеній як субстрат. При записі перетворення субстрат знаходиться сам зліва від стрілки, яка показує зміну, і лиш один продукт, в який перетворюється субстрат, повинен знаходитися справа.
Приміром, для нітрування:
С6Н6 → С6Н5–NO2.
Якщо потрібно вказати реагент, з яким реагує субстрат, його формула може бути подана (в дужках) над стрілкою. Термін стосується опису реакції як конверсії субстрату в продукт, незалежно від її механізму i навіть усіх інших реагентів, що беруть у ній участь (на відміну від терміна хімічна реакція, опис якої повинен включати всі реагенти за стехіометричним рівнянням). За IUPAC використовуються дві форми назв для одних і тих самих перетворень.
- 1) Назви в мовленні/письмі (в доповідях, статтях, монографіях і т. п.) мають бути короткими й милозвучними, тому можуть спрощуватись так, аби без певної деталізації залишалася зрозумілою суть перетворення.

- 2) В індексуванні даються повні назви перетворення з метою можливості його цілковитого графічного відтворення за назвою, що потрібно в довідниках, покажчиках. При цьому можливі специфічні та родові назви. Перші стосуються конкретних перетворень з використанням назв конкретних груп (пр., бромацетил-), другі — родових перетворень з використанням родових назв груп (пр., ацил-).